# Bobigny - Pantin - Raymond Queneau (metrostation)
Bobigny - Pantin - Raymond Queneau is een station van de metro in Parijs langs metrolijn 5 in de gemeente Bobigny / Pantin.
Raymond Queneau in de haltenaam verwijst naar de straat Rue Raymond Queneau.
Bobigny - Pablo Picasso · 
Bobigny - Pantin - Raymond Queneau · 
Église de Pantin · 
Hoche · 
Porte de Pantin · 
Ourcq · 
Laumière · 
Jaurès · 
Stalingrad · 
Gare du Nord · 
Gare de l'Est · 
Jacques Bonsergent · 
République · 
Oberkampf · 
Richard-Lenoir · 
Bréguet - Sabin · 
Bastille · 
Quai de la Rapée · 
Gare d'Austerlitz · 
Saint-Marcel · 
Campo-Formio · 
Place d'Italie